# Trattinnickia rhoifolia
Trattinnickia rhoifolia là một loài thực vật có hoa trong họ Burseraceae. Loài này được Willd. miêu tả khoa học đầu tiên năm 1806.